# InternetCorp
InternetCorp este o companie de publishing online din România prezentă prin patru verticale de conținut (business, știri, situri de lifestyle și cu target feminin), incluzând în portofoliu 13 situri. 
Între siturile deținute de InternetCorp se numără și cel mai citit cotidian de business, wall-street.ro, care adună săptămânal aproape 120.000 de vizitatori (septembrie 2007).
Acționarii companiei sunt Liviu Dumitrescu, Daniel Tătar și Mihai Seceleanu, fiecare cu câte 33,3%.
Daniel Tătar mai deține și situl de recrutare Ejobs.
Compania mai deține în portofoliu siturile: 9am.ro, kudika.ro, yuppy.ro, condo.ro, garbo.ro, yourmoney.ro, sotto.ro, envy.ro, delly.ro, healthy.ro și altele.
- Kudika.ro este o publicație online ce oferă știri mondene, articole despre stilul de viață, sex și carieră. Publicația a fost lansată în 2005.

Număr de angajați:
- 2011: 60[4]
- 2008: 51[3]

Rezultate financiare (milioane euro):
| Anul             | 2009 | 2008 | 2007 | 2006 |
| ---------------- | ---- | ---- | ---- | ---- |
| Cifra de afaceri | 1,8  | 1,8  | 0,8  | 0,1  |
| Venitul net      | -    | -    | 0,2  | 0,09 |